# Irwindale (California)
Irwindale è una città degli Stati Uniti d'America situata nella Contea di Los Angeles, nello Stato della California.